# Soen
Soen es un grupo musical sueco de metal progresivo formado en 2004 por Martín López, exbaterista de Opeth. Desde su formación consta con varios músicos de metal de alto perfil. Su álbum debut Cognitive fue lanzado el 15 de febrero de 2012.

## Historia

### Los comienzos de Soen (2004-2010)
El baterista Martin Lopez y el guitarrista Joakim Platbarzdis formaron Soen en 2004, debido a compromisos y otras consideraciones técnicas no fue hasta mayo de 2010 que se anunció la formación completa de la banda. además de sus fundadores, a la agrupación se sumaron, el exbajista de Death, Testament y Sadus Steve DiGiorgio y el vocalista de Willowtree, Joel Ekelöf. La primera canción del grupo, "Fraccions", se lanzó en el sitio web de la banda en octubre de 2010.

### Cognitive y Tellurian (2012-2014)
La banda firmó con Spinefarm y el 15 de febrero de 2012 lanzó su álbum debut Cognitive, donde participó en la producción David Bottrill (Tool, King Crimson). Después de un receso, la banda volvió a entrar al estudio con dos bajistas alternos, Stefan Stenberg y Christian Andolf quienes reemplazarían a Steve DiGiorgio luego de su salida de la banda. Desde el momento de su salida fue alabado por la capacidad técnica de la banda, pero sus detractores criticaban el sumo parecido al sonido del álbum con el de la banda Tool, Martin Lopez confirmaría años después que efectivamente la banda mencionada figuraba entre las referencias hacia el sonido del álbum, declarando que "la idea era hacer algo con esa atmósfera, y no hay bandas que suenen como Tool, al menos en esa época. Por lo cual, era la única banda con la que podían hacer la comparación, y la hicieron. Suena como Tool, pero igual está bueno"
En 2014 el álbum Tellurian también mezclado por David Bottrill es lanzado nuevamente bajo el sello de Spinefarm.

### Lykaia y Lotus (2017-2019)
Después de varias giras y ensayos, en 2015 el guitarrista Joakim Platbarzdis anuncia su salida de la banda y en su reemplazo se incorpora Marcus Jidell (Avantarium) y el tecladista Lars Åhlund. Soen entra al estudio a mediados de 2016 para grabar Lykaia, bajo la característica de que la totalidad del álbum fue grabado en cinta analógica por decisión estilística de la banda. El álbum fue lanzado el 3 de febrero de 2017 por el sello UDR.
Este álbum tuvo una gran difusión gracias al vídeo publicado en Youtube "Lucidity". Ese mismo año, Soen remasterizó y volvió a lanzar el álbum bajo el sello Silver Lining Music con el nombre "Lykaia Revisited" donde se incluyen dos canciones extra, "Vitriol" y "God's Acre" y algunos temas del álbum tocados en vivo.
Luego de una exitosa gira por todo Europa y parte de Norteamérica la banda anuncia a finales de 2018 el lanzamiento de Lotus, donde el guitarrista Cody Ford reemplaza a Marcus Jidell. El álbum fue oficialmente lanzado el 1 de febrero de 2019.
A principios de agosto la banda anuncia por primera vez su visita en Latinoamérica, de cara al tour promocional de su álbum Lotus, pero la pandemia del COVID19 impidió que la gira pudiera llevarse a cabo.

### Imperial y Lotus Bonus Edition (2021)
El 29 de enero del 2021, Soen lanzó Imperial, su quinto álbum bajo el sello de Silver Linning Music, y el primero con Oleksii "Zlatoyar" Kobel  en el bajo. Según las propias palabras de la banda, este fue un álbum producto de la pandemia de COVID-19. Sin duda esto influyó mucho en el tratamiento lírico del álbum, pues en temas como "Dissident" y "Lumerian " se puede trazar ese sentimiento de lucha y ganas de salir adelante a pesar de las dificultades. 
Para la promoción de este álbum se lanzaron 3 sencillos los cuales fueron acompañados de sus respectivos videoclips. Estos sencillos fueron "Antagonist" -una de las canciones más metaleras del álbum-, "Monarch" e "Illusion", publicados el 23 de octubre de 2020, el 11 de diciembre de 2020 y el 22 de enero de 2021 respectivamente con su videoclip cada una.
El disco fue recibido de gran manera, catalogándose rápidamente como el mejor disco de la banda a la fecha. Debido a la pandemia de COVID-19, su gira por Europa, América del norte y Sudamérica sufrió otra vez severos retrasos; sin embargo para finales del 2021 e inicios del 2022 la banda ya tenía fechas confirmadas en diversos países.
Posterior al lanzamiento de "Imperial", la banda sorprendió a muchos lanzando 3 sencillos que pertenecían a "Lotus", su álbum previo. Se anunció que lanzarían una edición bonus de Lotus, que contaría con tres canciones inéditas; éstas fueron "EMDR", "Thurifer" y "Virtue". The Undiscovered Lotus fue lanzado el 20 de agosto de 2021.

### Atlantis y Memorial (2022-presente)
A inicios de 2022 la banda lanzó de manera exclusiva el single "Igniter", que podía ser adquirido por medio de su página oficial a cambio de una contribución monetaria a elección, esto debido a la incertidumbre monetaria que había causado en la banda la reprogramación de sus giras por casi dos años. La canción procedía de sesiones de grabación previas al álbum Imperial.
Posterior a este lanzamiento, anunciaron por medio de redes sociales la invitación a una transmisión en vivo a nivel mundial, proyectando un concierto pregrabado en los Atlantis Grammofon Studios. El concierto tendría la característica de tener arreglos nunca antes vistos de las canciones de Soen para un cuarteto de cuerdas y un coro. Fue transmitido el 18 de febrero de 2022 y podía ser visualizado por 72 horas luego de ser comprado el respectivo boleto.
Como cierre de su etapa del disco Imperial, y luego de varios meses de tours por América y Europa, Soen lanza otra transmisión en vivo exclusiva dispuesta para el 23 de abril de 2023, una grabación del concierto en Santiago, Chile de marzo de 2022.
Fue anunciada para finales de 2023 una gira por Europa que daba a conocer el nombre del nuevo álbum de Soen, Memorial. Pocos días después, el 30 de mayo de 2023, fue lanzado el primer single del álbum, Unbreakable, y posteriormente su fecha de salida, el 1 de septiembre de 2023.
El 4 de febrero de 2025, la banda anunció la salida del bajista ucraniano Oleksii "Zlatoyar" Kobel, quien había formado parte del grupo desde 2020. En su lugar, la banda confirmó el regreso de Stefan Stenberg, quien previamente había sido miembro del 2014 al 2019.

## Integrantes

### Miembros actuales
- Martín López – batería y percusión (2004-presente)
- Joel Ekelöf – voz (2010-presente)
- Stefan Stenberg – bajo (2014-2019) (2025-presente)
- Lars Enok Åhlund – teclado y guitarra (2015-presente)
- Cody Lee Ford – guitarra (2018-presente)

### Miembros anteriores
- Steve DiGiorgio – bajo (2010-2013)
- Inti Oyarzún - bajo (2012-2013)
- Christian Andolf – bajo (2013-2014)
- Joakim Platbarzdis – guitarra (2004-2015)
- Marcus Jidell – guitarra (2015-2018)
- Oleksii 'Zlatoyar' Kobel – bajo (2020-2025)

## Discografía

### Álbumes de estudio
- Cognitive (2012)
- Tellurian (2014)
- Lykaia (2017)
- Lotus (2019)
- Imperial (2021)
- Memorial (2023)

### Álbumes en vivo
- Atlantis (2022)